# Liangdang
Liangdang, tidigare stavat Liangtang, är ett härad inom Longnan stad på prefekturnivå i provinsen Gansu i nordvästra Kina.
Liangdang är indelat i sex köpingar och sex socknar.
Köpingar (zhen):

- Chengguan (城关镇)
- Xianlong (显龙镇)
- Xipo (西坡镇)
- Yangdian (杨店镇)
- Yunping (云屏镇)
- Zhan'erxiang (站儿巷镇)

Socknar (xiang):

- Jindong (金洞乡)
- Taishan (泰山乡)
- Xinghua (兴化乡)
- Yuchi (鱼池乡)
- Zhangjia (张家乡)
- Zuojia (左家乡)